# Emerentiana
Thánh Emerentiana là một vị tử đạo người La Mã sống vào khoảng đầu thế kỷ thứ 4. Ngày lễ kính của bà là ngày 23 tháng 1. 

## Đời sống
Theo truyền thuyết của thánh Agnes, Emerentiana là chị nuôi của cô. Thánh Agnes là một nữ thừa kế giàu có, người đã tử đạo sau khi từ chối cuộc đính hôn do đức tin Kitô giáo của cô. Mẹ của Emerentiana là vú nuôi của thánh Agnes.
Một vài ngày sau cái chết của Agnes, Emerentiana, người vẫn còn học về Kitô giáo trước khi chính thức làm lễ rửa tội, đã đến mộ của thánh Agnes và cầu nguyện, và bất ngờ bị tấn công bởi những người ngoại đạo, bị đám đông ném đá đến chết.

## Tôn kính
Ngày lễ kính của Emerentiana là ngày 23 tháng 1. Bà được thể hiện như một cô gái trẻ có đá trong lòng và hoa huệ trong tay, hoặc bị ném đá đến chết bởi đám đông. Ngôi mộ của bà nằm trong nhà thờ Sant'Agnese fuori le mura ở Rome. Một bàn thờ dành riêng cho bà với bức phù điêu bằng đá cẩm thạch của Ercole Ferrata mô tả cuộc tử đạo của bà ở nhà thờ Sant'Agnese in Agone.